# نیکولای شاتوف
نیکولای شاتوف (روسی: Николай Иванович Шатов؛ ۳ فوریه ۱۹۰۹ – ۷ مارس ۱۹۹۲) وزنه‌بردار اهل شوروی بود.

وی همچنین برندهٔ جوایزی همچون مدال شجاعت (اتحاد شوروی)، نشان برجسته افتخار، و قهرمان ورزشی اتحاد شوروی شده‌است.
وی در مسابقات کشوری و بین‌المللی در مجموع برندهٔ ۱ مدال طلا شده‌است.